# Hadena stenoptera
Hadena stenoptera är en fjärilsart som beskrevs av Hans Rebel 1933. Hadena stenoptera ingår i släktet Hadena och familjen nattflyn. Inga underarter finns listade i Catalogue of Life.